# Martin Havlát
Martin Havlát (Mladá Boleslav, 19 aprile 1981) è un ex hockeista su ghiaccio ceco.

## Palmarès

### Mondiali
- 2 medaglie:
  - 1 oro (Russia 2000)
  - 1 bronzo (Slovacchia 2011)